# Філіп Буннгор
Філіп Буннгор Крістенсен (дан. Filip Bundgaard Kristensen, нар. 3 липня 2004, Раннерс, Данія) — данський футболіст, вінгер клубу «Брондбю».

## Ігрова кар'єра

### Клубна
Філіп Буннгор народився у місті Раннерс і є вихованцем місцевого клубу «Раннерс», де він починав грати з юнацьких команд. 5 липня 2020 року Буннгор дебютував у першій команді «Раннерса» у матчі чемпіонату країни і став наймолодшим гравцем в історії клубу і другим наймолодшим гравцем у данській Суперлізі. Та його поява на полі була єдиною в сезоні 2019/20.
Перший професійний контракт з клубом футболіст підписав у вересні 2020 року терміном на три роки. 10 листопада 2020 року у кубковому матчіБуннгор відмітився забитим голом і став наймолодшим бомбардиром як в історії клубу «Раннерс», так і в історії Кубку Данії.
У 2021 році Буннгор дебютував у матчах єврокубків, коли вийшов на заміну у матчі кваліфікації Ліги Європи проти турецького «Галатасарая». Після свого повноліття, футболіст у жовтні 2022 року підписав з клубом новий контракт до 2026 року.
У лютому 2024 року Буннгор перейшов до стану «Брондбю» і підписав з клубом контракт до 2028 року.

### Збірна
З 2019 року Філіп Буннгор виступав за юнацькі та молодіжну збірну Данії.

## Титули
Раннерс
 Переможець Кубка Данії: 2020/21